# Rob Mennes
Robert (Rob) Mennes (Schelle, 3 april 1947) is een Belgisch politicus voor de CD&V.

## Levensloop
Hij werd politiek actief na de lokale verkiezingen van 1976 als OCMW-raadslid te Schelle. Vervolgens was hij van 1983 tot 1989 schepen tot hij en zijn partij een tijdlang naar de oppositie werden verwezen. Vervolgens werd hij opnieuw schepen in 1995 in het schepencollege geleid door Oscar Rillaerts (SP), die hij tijdens die legislatuur in 1998 opvolgde als burgemeester. Sinds de lokale verkiezingen van 2000 bestuurt hij Schelle met een absolute meerderheid.
Van 2004 tot 2012 cumuleerde hij gemiddeld 4 tot 6 mandaten, waarvan gemiddeld 3 à 4 bezoldigd waren.